# Taça de Portugal
Taça de Portugal (v překladu Portugalský pohár) je fotbalová soutěž pořádána Portugalským fotbalovým svazem. Je pořádána jako oficiální Portugalský fotbalový pohár. Nejúspěšnějším klubem je lisabonská Benfica s 26 trofejemi. Vítěz postupuje do boje o portugalský Superpohár a současně do skupinové fáze Evropské ligy.

## Vítězové

### Campeonato de Portugal
- 1922:  FC Porto (1. vítězství)
- 1923:  Sporting CP (1)
- 1924:  SC Olhanense (1)
- 1925:  FC Porto (2)
- 1926:  CS Marítimo (1)
- 1927:  CF Os Belenenses (1)
- 1928:  Carcavelinhos FC (1)
- 1929:  CF Os Belenenses (2)
- 1930:  SL Benfica (1)
- 1931:  SL Benfica (2)
- 1932:  FC Porto (3)
- 1933:  CF Os Belenenses (3)
- 1934:  Sporting CP (2)
- 1935:  SL Benfica (3)
- 1936:  Sporting CP (3)
- 1937:  FC Porto (4)
- 1938:  Sporting CP (4)

### Taça de Portugal
- 1938/1939:  Académica de Coimbra (1)
- 1939/1940:  SL Benfica (1)
- 1940/1941:  Sporting CP (1)
- 1941/1942:  CF Os Belenenses (1)
- 1942/1943:  SL Benfica (2)
- 1943/1944:  SL Benfica (3)
- 1944/1945:  Sporting CP (2)
- 1945/1946:  Sporting CP (3)
- 1946/47: se nehrálo
- 1947/1948:  Sporting CP (4)
- 1948/1949:  SL Benfica (4)
- 1949/50: se nehrálo
- 1950/1951:  SL Benfica (5)
- 1951/1952:  SL Benfica (6)
- 1952/1953:  SL Benfica (7)
- 1953/1954:  Sporting CP (5)
- 1954/1955:  SL Benfica (8)
- 1955/1956:  FC Porto (1)
- 1956/1957:  SL Benfica (9)
- 1957/1958:  FC Porto (2)
- 1958/1959:  SL Benfica (10)
- 1959/1960:  CF Os Belenenses (2)
- 1960/1961:  Leixões SC (1)
- 1961/1962:  SL Benfica (11)
- 1962/1963:  Sporting CP (6)
- 1963/1964:  SL Benfica (12)
- 1964/1965:  Vitória FC (1)
- 1965/1966:  SC Braga (1)
- 1966/1967:  Vitória FC (2)
- 1967/1968:  FC Porto (2)
- 1968/1969:  SL Benfica (13)
- 1969/1970:  SL Benfica (14)
- 1970/1971:  Sporting CP (7)
- 1971/1972:  SL Benfica (15)
- 1972/1973:  Sporting CP (8)
- 1973/1974:  Sporting CP (9)
- 1975/1975:  Boavista FC (1)
- 1975/1976:  Boavista FC (2)
- 1976/1977:  FC Porto (4)
- 1977/1978:  Sporting CP (10)
- 1978/1979:  Boavista FC (3)
- 1979/1980:  SL Benfica (16)
- 1980/1981:  SL Benfica (17)
- 1981/1982:  Sporting CP (11)
- 1982/1983:  SL Benfica (18)
- 1983/1984:  FC Porto (5)
- 1984/1985:  SL Benfica (19)
- 1985/1986:  SL Benfica (20)
- 1986/1987:  SL Benfica (21)
- 1987/1988:  FC Porto (6)
- 1988/1989:  CF Os Belenenses (3)
- 1989/1990:  CF Estrela da Amadora (1)
- 1990/1991:  FC Porto (7)
- 1991/1992:  Boavista FC (4)
- 1992/1993:  SL Benfica (22)
- 1993/1994:  FC Porto (8)
- 1994/1995:  Sporting CP (12)
- 1995/1996:  SL Benfica (23)
- 1996/1997:  Boavista FC (5)
- 1997/1998:  FC Porto (9)
- 1998/1999:  SC Beira-Mar (1)
- 1999/2000:  FC Porto (10)
- 2000/2001:  FC Porto (11)
- 2001/2002:  Sporting CP (13)
- 2002/2003:  FC Porto (12)
- 2003/2004:  SL Benfica (24)
- 2004/2005:  Vitória FC (3)
- 2005/2006:  FC Porto (13)
- 2006/2007:  Sporting CP (14)
- 2007/2008:  Sporting CP (15)
- 2008/2009:  FC Porto (14)
- 2009/2010:  FC Porto (15)
- 2010/2011:  FC Porto (16)
- 2011/2012:  Académica de Coimbra (2)
- 2012/2013:  Vitória SC (1)
- 2013/2014:  SL Benfica (25)
- 2014/2015:  Sporting CP (16)
- 2015/2016:  SC Braga (2)
- 2016/2017:  SL Benfica (26)
- 2017/2018:  CD das Aves (1)
- 2018/2019:  Sporting CP (17)
- 2019/2020:  FC Porto (17)
- 2020/2021:  SC Braga (3)
- 2021/2022:  FC Porto (18)
- 2022/2023:  FC Porto (19)
- 2023/2024:  FC Porto (20)

## Nejúspěšnější kluby

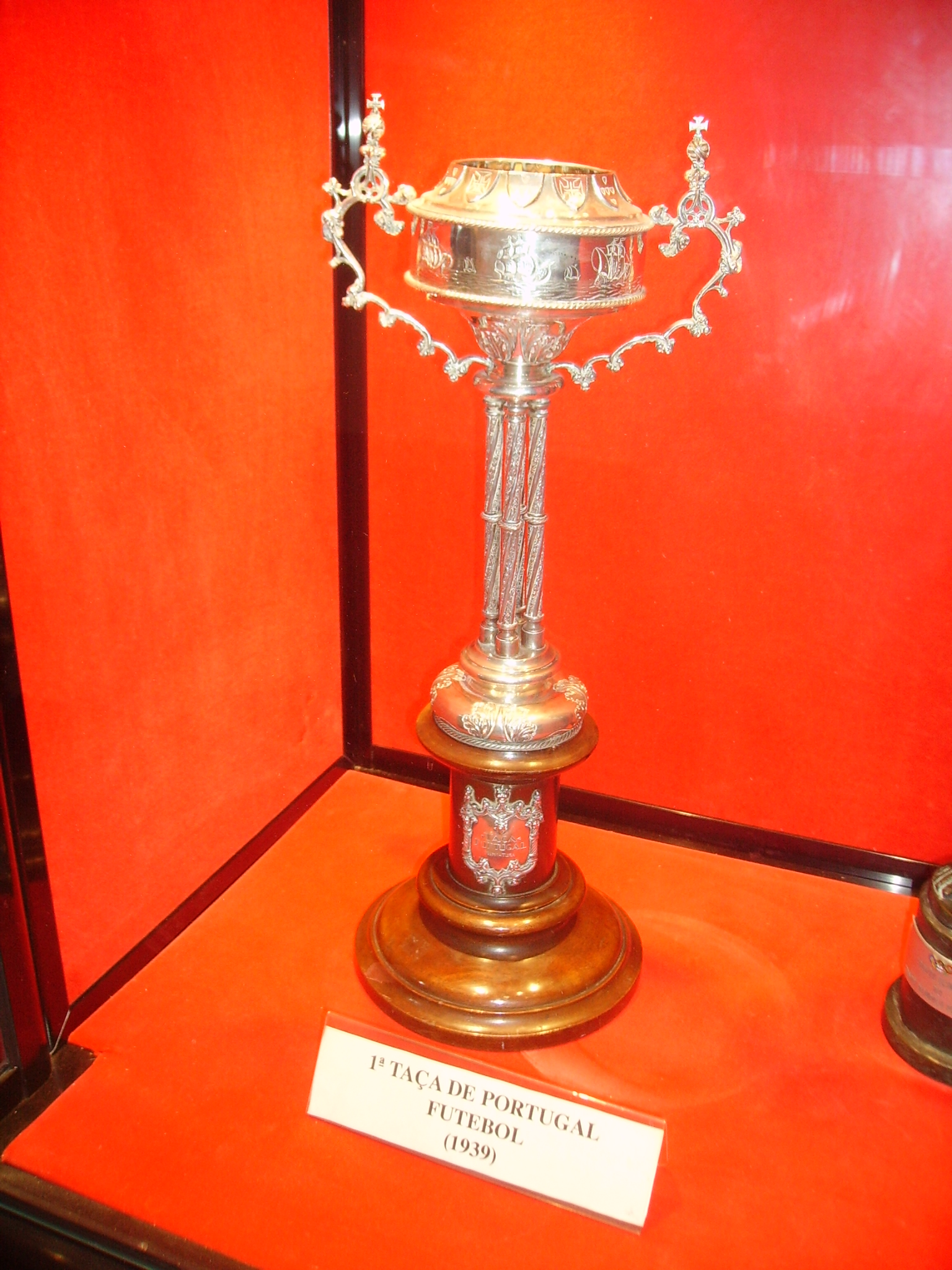
První trofej udělená v roce 1939 klubu Académica de Coimbra

| Vítězové jednotlivých ročníků soutěže |       |           | |
| Klub                                  | Vítěz | Finalista | Vítězné roky |
| Benfica Lisabon                       | 26    | 11        | 1940, 1943, 1944, 1949, 1951, 1952, 1953, 1955, 1957, 1959, 1962, 1964, 1969, 1970, 1972, 1980, 1981, 1983, 1985, 1986, 1987, 1993, 1996, 2004, 2014, 2017 |
| FC Porto                              | 20    | 14        | 1956, 1958, 1968, 1977, 1984, 1988, 1991, 1994, 1998, 2000, 2001, 2003, 2006, 2009, 2010, 2011, 2020, 2022, 2023, 2024                                     |
| Sporting Lisabon                      | 17    | 13        | 1941, 1945, 1946, 1948, 1954, 1963, 1971, 1973, 1974, 1978, 1982, 1995, 2002, 2007, 2008, 2015, 2019                                                       |
| Boavista Porto                        | 5     | 1         | 1975, 1976, 1979, 1992, 1997 |
| Vitória Setúbal                       | 3     | 7         | 1965, 1967, 2005 |
| Belenenses Lisabon                    | 3     | 5         | 1942, 1960, 1989 |
| SC Braga                              | 3     | 5         | 1966, 2016, 2021, 2023 |
| Académica de Coimbra                  | 2     | 3         | 1939, 2012 |
| Vitória Guimarães                     | 1     | 6         | 2013 |
| Leixões SC                            | 1     | 1         | 1961 |
| SC Beira-Mar                          | 1     | 1         | 1999 |
| CF Estrela da Amadora                 | 1     | -         | 1990 |
| CD Aves                               | 1     | -         | 2018 |